# مكتبة العاصمة الإدارية
مكتبة العاصمة الإدارية هي مكتبة تعتبر الأضخم في جمهورية مصر العربية توجد في مدينة الفنون والثقافة، العاصمة الإدارية، مصر.

## الوصف
مكتبة العاصمة الإدارية الجديدة واحدة من أكبر المكتبات بالعالم، وهي صرحٌ من صروح الثقافة الموجودة في العاصمة الجديدة، تم تصميمها بأحدث التقنيات الحديثة وبطراز معماري فريد ومبهر، وتحتوي المكتبة على عدة أدوار ومجموعة مختلفة من القاعات، ومكتبة للطفل وأنشطة أخرى ترفيهية.
تحتوي المكتبة على 70 ألف كتاب، ومن المخطط أن تحتوي على 5 ملايين كتاب. تم مراعاة أن تكون المكتبة كاتمة للصوت حتى لا تؤثر على رواد المكتبة، عند القراءة، ومزودة بجهاز إنذار ضد الحريق.
المكتبة تحوى النسخة الأصلية لكتاب وصف مصر، الذي كتبه الفرنسيون أثناء فترة الحملة الفرنسية على مصر عام 1798، من ضمن 5 نسخ من هذا الكتاب موجودة في العالم كله، منذ عصر نابليون.
في 25 يوليو 2020، زود الصندوق مكتبة مدينة الفنون والثقافة بالعاصمة الإدارية الجديدة بعدد 4000 كتاب من الإصدارات المهمة.

## التصميم
صممت مكتبة العاصمة الإدارية الجديدة بطراز معماري وهندسي في غاية البراعة والجمال، المكتبة تعتمد بشكل أساسي على الإضاءة الطبيعية؛ فالمبنى من الخارج وجسم المكتبة مغطى بزجاج رصاصي لدعم الرؤية، وهو زجاج مقاوم للهزات الأرضية والرياح العاتية؛ ليكون مرن مع الزلازل ويمتص الهزات الأرضية الخفيفة.
أرفف المكتبة مزودة بشاشات إلكترونية تستطيع من خلالها معرفة الكتاب موجود بأي رف. ويوجد بالمكتبة طريقة بحث سريعة عن الكتب إلكترونية، ويمكن للقارئ استعارة الكتاب ديجتال. المكتبة مزودة بأنظمة كتم وامتصاص صدى الصوت لمنع تشتت اذهان القراء. وبها عزل صوت كامل، كما أن سقف المكتبة صمم بنظام خاص، يحوي ألواحًا لامتصاص الضجيج والأصوات بالمكتبة، كي ينعم القارئ بجوٍ هادئ للقراءة، كذلك تم تركيب مثل هذه الألواح بمتحف العاصمة الإدارية. صمم سقف قاعات القراءة بنظام يسمح للإضاءة الطبيعية بالدخول أثناء النهار.

## القاعات
يوجد في مكتبة العاصمة الإدارية الجديدة قاعات مخصصة تحمل اسم بعض رواد الأدب والثقافة بمصر منها قاعة طه حسين وقاعة نجيب محفوظ وقاعة أحمد شوقي وقاعة ثروت عكاشة وغيرهم. وتشتمل كل قاعة من هذه القاعات على جميع مؤلفات الكاتب بالإضافة إلى بعض الكتب الأخرى وفي بعضها تمثال لصاحبها.
تحتوي المكتبة على 4 قاعات رئيسةٍ للقراءة، وتم بها توفير أماكن مخصصة للراغبين بالقراءة من الأجهزة اللوحية، لفئة الكتب التي لا توجد لها نسخة ورقية. كما يوجد أيضًا بالمكتبة قاعة مخصصة لمكتبة الطفل، إضافة لوجود مكان ترفيهي بجوارها، وملعب بحديقة خضراء، حتى يستطيع الطفل قضاء وقت ماتعٍ ومفيدٍ، كذلك يستطيع الوالدين ترك أبنائهم بها وهم مطمئنون عليهم والجلوس في الكافيهات والمطاعم التي بجوارهم. كذلك يتضمن مبنى المكتبة في الطابق العلوي قاعتين تاريخيتين، تحوي أشياء نفيسة وقطع تاريخية مثل الكتب التاريخية وقطع من كسوة الكعبة الشريفة.